# Джастін Ройланд
Марк Джастін Ройланд (англ. Mark Justin Roiland; 21 лютого 1980 року, Стоктон, штат Каліфорнія) — американський актор, мультиплікатор, сценарист, продюсер, режисер і комік. Також озвучує окремих героїв анімаційних телесеріалів. Став відомий через створення мультсеріалу «Рік та Морті». Також є співавтором анімованого ситкому «Нетутешні» для Hulu. Зіграв графа Лемонграба в «Час пригод» і Блендіна Бландіна в «Таємниці Гравіті Фолз». А також заснував анімаційну студію Justin Roiland's Solo Vanity Card Productions! і студію відеоігор Squanch Games.

## Життєпис
Джастин Ройланд народився у місті Стоктон, штат Каліфорнія у сім'ї, що займалась вирощуванням мигдалю. Закінчив школу у 1998 році. Переїхав у Х'юстон, Техас, де за контрактом працював як актор і продюсер, знімаючись у різних короткометражках. З 2004 року став працювати з Channel 101, медіа-колективом Лос-Анджелесу, заснованим Деном Гармоном, де він займався розробкою короткометражок. Крім цього займався створенням телешоу на каналі VH1. Також регулярно з'являвся на гумористичних програмах Comedy Central.
Працював над озвученням персонажів мультсеріала «Рік та Морті», де також був співавтором і виконавчим продюсером. У 2014 ці презентував «Ріка та Морті» на San Diego Comic-Con International, де зазначив, що при роботі над мультиком надихався роботами Ворда Пендалтона, а також мультсеріалом «Шоу Рена та Стімпі», на якому зростав.
25 серпня 2016 року Ройланд запустив студію віртуальної реальності Squanchtendo. Пізніше він був перейменований на Squanch Games. Перший повнометражний заголовок "Accounting +", створений у співпраці зі студією Вільяма П'ю, був випущений для PlayStation VR 19 грудня 2017 року.
У січні 2021 року Ройланд запропонував понад десяток робіт у своїй першій колекції мистецтва NFT під назвою «Найкраще, що я міг зробити». Його найпопулярнішим твором стала робота, присвячена Сімпсонам, The Smintons, продана за 290 100 доларів. Уся колекція була продана за 1,65 мільйона доларів. У липні 2021 року Ройланд продав свою першу картину під назвою mypeoplefriend на аукціоні Sotheby's.

## Фільмографія

### Актор
- 2006 — Справжні анімовані пригоди Дока і Марті / The Real Animated Adventures of Doc and Mharti — Док / Марті
- 2007-2010 — Шоу Сари Сільверман / The Sarah Silverman Program — Blonde Craig
- 2007 — Мій друг Майк / My Friend Mike — Робот/ Майк / Дірк Пітерс
- 2010-2018 — Час пригод / Adventure Time with Finn & Jake — Граф Лимонхват
- 2012-2016 — Таємниці Гравіті Фолз / Gravity Falls — Блендін Бландін
- 2013 — Десь там / Out There — Кріс
- 2013-дотепер — Рік та Морті / Rick and Morty — Рік, Морті
- 2015 — Крампус: викрадач Різдва / Krampus — Клампі
- 2018 — Смолфут / Smallfoot — Геррі
- 2019 — Invader Zim: Enter the Florpus — Foodio 3000, Weird Alien #1
- 2019 — Зоряна принцеса проти сил зла / Star vs. the Forces of Evil — Дуп-Дуп
- 2020-дотепер — Нетутешні / Solar Opposites — Корво
- 2021 — Невразливий / Invincible — Даг Честон
- 2021 — Космічний джем: Нове покоління / Space Jam: A New Legacy — Рік, Морті

### Сценарист
- 2006 — Справжні анімовані пригоди Дока і Марті / The Real Animated Adventures of Doc and Mharti
- 2013-дотепер — Рік та Морті / Rick and Morty
- 2020-дотепер — Нетутешні / Solar Opposites

### Продюсер
- 2013-дотепер — Рік та Морті / Rick and Morty
- 2020-дотепер — Нетутешні / Solar Opposites